# Thyretes flavipunctata
Thyretes flavipunctata là một loài bướm đêm thuộc phân họ Arctiinae, họ Erebidae.